# 恰热克镇
恰热克镇，是中华人民共和国新疆维吾尔自治区喀什地区莎车县下辖的一个乡镇级行政单位。

## 行政区划
恰热克镇下辖以下地区：
乃则尔巴格村、萨依巴格村、库什萨依村、喀拉加什村、萨依吐格曼村、其维格勒克村、托合热克勒克村、铁提村、恰热克村、吾斯塘贝希村、库木阿格孜村、巴扎村、协海麦勒斯村、库尔干村、拉依旦村、丘古其村、阿热阿瓦提村、阿瓦提村、萨依兰干村、佰什托合勒克村、库热瓦提村、比纳木村、阔太克勒克村、英阿瓦提村、麦当村、库木美其特村和阔纳阿瓦提村。